# Theodore Lyman (borgmästare)
Theodore Lyman, född 20 september 1792 i Boston, Massachusetts, död 18 juli 1849 i Brookline, Massachusetts, var en amerikansk politiker. Han var Bostons borgmästare 1834–1836. I Boston verkade på 1830-talet Working Men's Party som nominerade honom som borgmästarkandidat.
Lyman tjänstgjorde 1834–1836 som Bostons borgmästare, i vilket ämbete han efterträdde Charles Wells och efterträddes av Samuel Armstrong. Under Lymans tid som borgmästare förbättrades Bostons skolnät och borgmästaren uppmärksammade problemet med stadens tillgång till vatten.
Lyman avled 1849 och gravsattes på Mount Auburn Cemetery i Cambridge.